# IC 2199
IC 2199 ist eine Balken-Spiralgalaxie vom Hubble-Typ SBc im Sternbild Zwillinge auf der Ekliptik. Sie ist schätzungsweise 207 Millionen Lichtjahre von der Milchstraße entfernt und hat einen Durchmesser von etwa 70.000 Lichtjahren. Gemeinsam mit vier weiteren Galaxien bildet sie die NGC 2410-Gruppe (LGG 146).

Im selben Himmelsareal befinden sich u. a. die Galaxien IC 2193, IC 2194, IC 2196, IC 2197.
Das Objekt wurde am 9. März 1888 von Edward Emerson Barnard entdeckt.